# 앨런 데 산 미겔
앨런 머레이 데 산 미겔(Allan Murray de San Miguel, 1988년 2월 1일 ~ )은 호주 출신의 프로 야구 선수이며, 호주 프로 야구 퍼스 히트의 소속 포수이다.